# جنرال داینامیکس اف-۱۱۱کی
جنرال داینامیکس اف-۱۱۱کی (به انگلیسی: General Dynamics F-111K) یک هواپیمای ساختِ کارخانهٔ جنرال داینامیکس در کشور ایالات متحده آمریکا است. نخستین استفاده‌کنندهٔ این هواپیما نیروی هوایی سلطنتی بریتانیا بوده‌است.